# أولا رملان
أولا رملان تيسا (من مواليد 15 فبراير 1980)، والمعروفة باسم أولا رملان، هي مذيعة إندونيسية وعارضة أزياء وشخصية تلفزيونية وشخصية اجتماعية. ولدت في بنجرماسين، إندونيسيا.

## روابط خارجية
- أولا رملان على موقع IMDb (الإنجليزية)
- أولا رملان على موقع قاعدة بيانات الفيلم (الإنجليزية)

1. ↑  . DOI:10.17632/JHWS2WYDS5.1 https://data.mendeley.com/datasets/jhws2wyds5/1/files/93c27ac7-3b79-4a48-a052-58d98bf8e532. اطلع عليه بتاريخ 2021-11-03. {{استشهاد ويب}}: |url= بحاجة لعنوان (مساعدة) والوسيط |title= غير موجود أو فارغ (من ويكي بيانات) (مساعدة)
2. ↑   {{استشهاد ويب}}: استشهاد فارغ! (مساعدة)
3. ↑  . DOI:10.17632/JHWS2WYDS5.1 https://data.mendeley.com/datasets/jhws2wyds5/1/files/93c27ac7-3b79-4a48-a052-58d98bf8e532. اطلع عليه بتاريخ 2021-11-03. {{استشهاد ويب}}: |url= بحاجة لعنوان (مساعدة) والوسيط |title= غير موجود أو فارغ (من ويكي بيانات) (مساعدة)
4. ↑  . DOI:10.17632/JHWS2WYDS5.1 https://data.mendeley.com/datasets/jhws2wyds5/1/files/93c27ac7-3b79-4a48-a052-58d98bf8e532. اطلع عليه بتاريخ 2021-11-03. {{استشهاد ويب}}: |url= بحاجة لعنوان (مساعدة) والوسيط |title= غير موجود أو فارغ (من ويكي بيانات) (مساعدة)